# Col des Montets
Der Col des Montets ist ein 1461 m hoher Pass in den Französischen Alpen, der das Tal der Arve und den dortigen Hauptort Chamonix mit dem Schweizer Kanton Wallis verbindet.

## Passhöhe
Auf der Passhöhe befindet sich ein Informationszentrum des Naturschutzgebiets der Aiguilles Rouges mit einem botanischen Informationslehrpfad. Der 46. Breitengrad verläuft unweit des Passes. Er ist mit  einer kleinen Tafel gekennzeichnet.

## Verkehrstechnische Anbindung
Der Pass verbindet den Schweizer Ort Martigny mit Chamonix, wobei auf Schweizer Seite allerdings noch der Col de la Forclaz überquert werden muss. Die Bahnstrecke Saint-Gervais–Vallorcine unterquert den Pass im 1883 m langen Tunnel des Montets. Über den Pass verläuft die Straße D 1506 (bis 2006 die Route nationale 506). Im Winter ist der Pass in der Regel geöffnet. Ist er witterungsbedingt gesperrt, ist für Fahrzeuge die Benutzung des Eisenbahntunnels möglich, der dafür mit einer Betonfahrbahn neben dem Gleis ausgerüstet wurde. Der Verkehr wird dann durch ein Leitsystem geregelt, und die Züge verkehren nur von und bis Montroc auf der französischen Seite (anstatt Vallorcine auf der schweizerischen Seite).